# Длинный дом

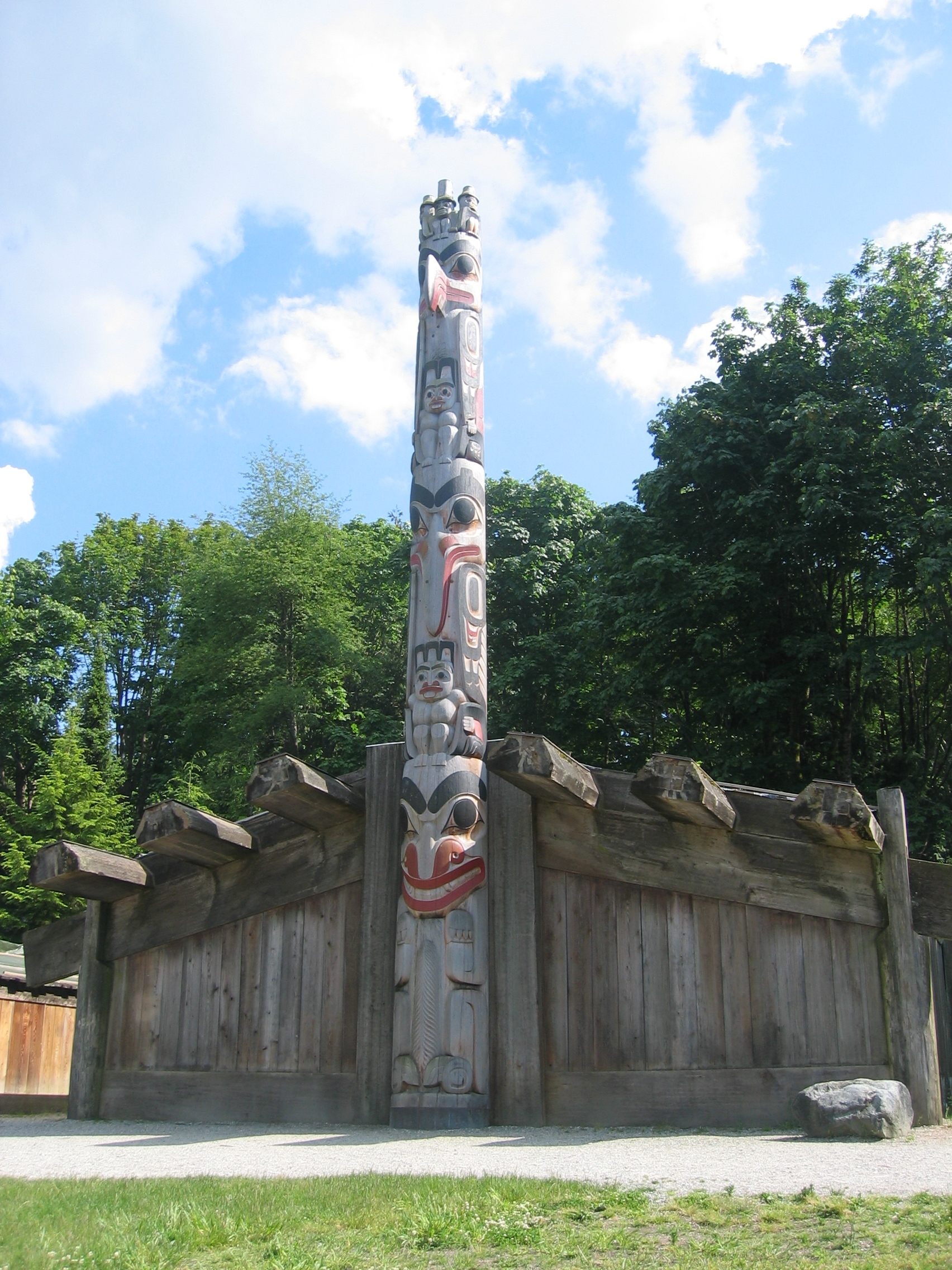
Длинный дом индейцев северо-западного побережья Тихого океана. Антропологический музей Университета Британской Колумбии.

Длинный дом (буквальный перевод англ. longhouse) — в археологии и антропологии тип длинного узкого дома с одиночным помещением. Характерен для разных периодов истории и разных народов от доисторической Европы и доколумбовой Америки до современной Азии. Наиболее присущ скотоводческой культуре и нередко объединял в себе всё хозяйство: жилище, стойло для животных и склад.
Как правило, представлял собой раннюю форму капитального деревянного строительства, включая неолитический длинный дом в Европе, средневековый дартмурский длинный дом и индейский длинный дом.

## Европа
Известны два ранних типа подобных построек в Европе, ныне исчезнувших:
- неолитический длинный дом соответствует периоду появления первых фермеров в центральной и западной Европе около 5000 до н. э.;
- германские длинные дома, разбросанные по юго-западному побережью Северного моря и принадлежавшие германским скотоводам, датируются III—IV веком до н. э. и являются прародителями более поздних средневековых строений аналогичного типа в Европе.

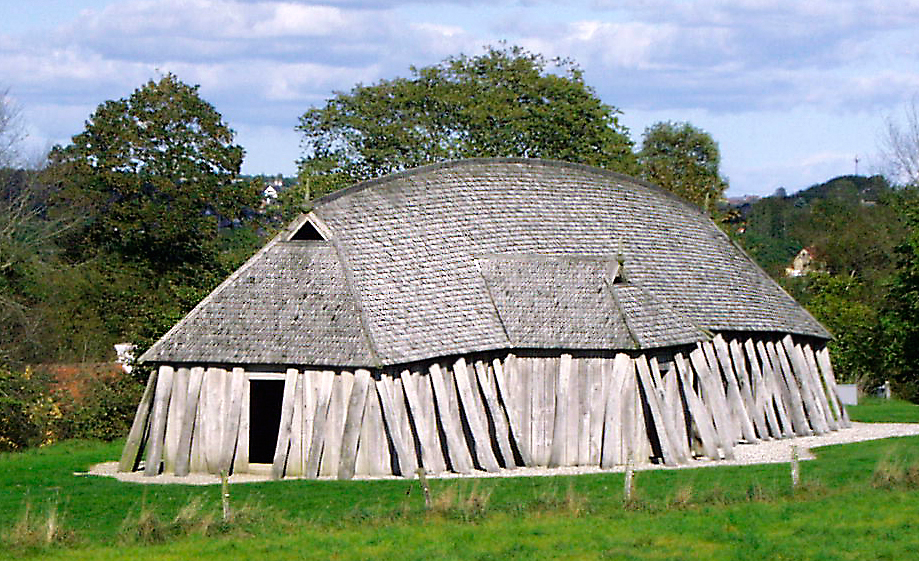
Реконструкция длинного дома викингов.

В средние века идея длинного дома имела широкое распространение, что выразилось в различных типах подобных строений в разных уголках Европы, некоторые из которых дошли до наших дней:
- медовый зал эпохи викингов;
- английские юго-западные варианты в Дартмуре и Уэльсе;
- английский северный вариант в Камбрии[1];
- шотландский чёрный дом[2];
- старофризский длинный дом, получивший своё развитие во фризский фермерский дом, который вероятно оказал своё влияние на архитектуру немецких домов у залива;
- длинные дома во Франции фр. longère[3] или фр. maison longue.

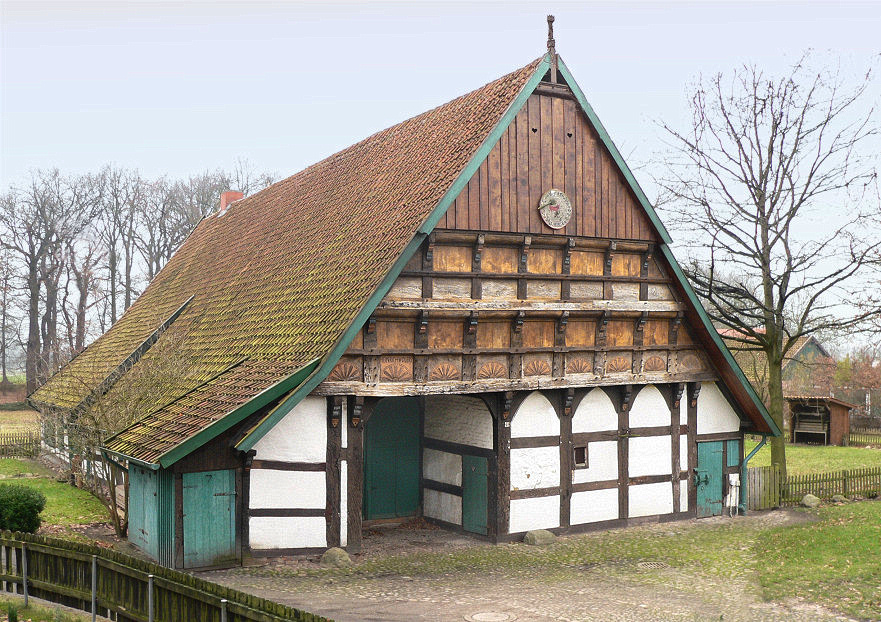
Ячеистый дом в Изернхагене

Своё дальнейшее развитие не как единого пространства, а как объединения фермерского хозяйства, идея длинных домов получила в период средневековья в виде немецкого ячеистого дома на севере и особенно на северо-западе Германии и у их северных соседей, и в виде кимвровского дома на Ютланде включая Шлезвиг и его вариации: береговой и фризский дом. Подобные дома уже не имели общего пространства, но все еще объединяли все сферы деятельности фермы под одной крышей, разделив дом на секции. Вместо врытых в землю столбов, здания строились на столбах, установленных на фундамент. Большой и крепкий чердак позволял хранить большие запасы зерна или соломы в пригодных условиях. Хорошо сохранившиеся образцы этих домов датируются XVI веком.

## Азия
На Борнео, в Индонезии и малайских штатах Сабах и Саравак, даяки строят длинные дома Rumah panjang / Rumah Betang.
На острове Сиберут племя сакуддей строит длинные дома «ума».